# Iglesia de San Esteban (Castellanos de Moriscos)

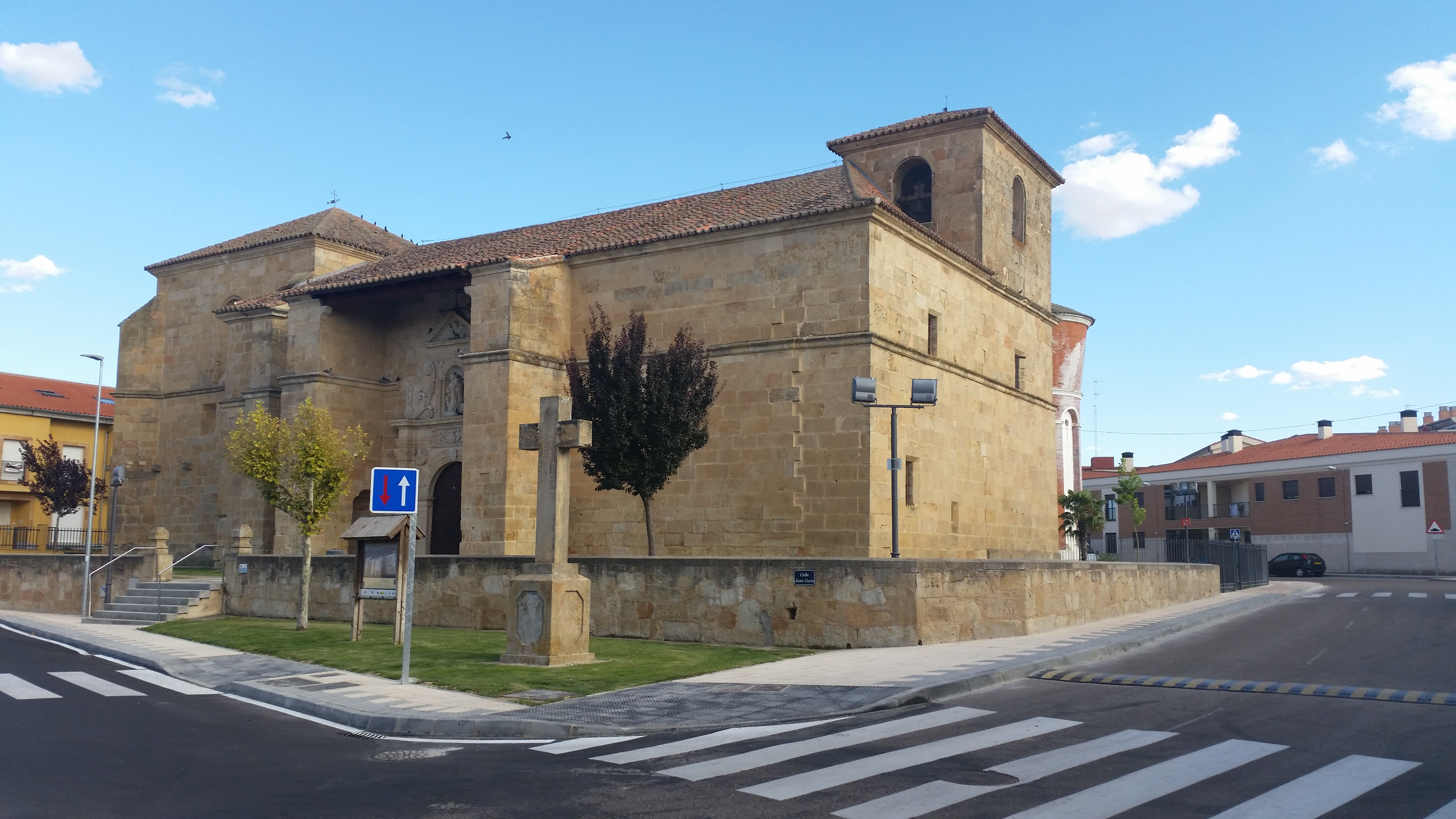
Iglesia de San Esteban

La iglesia de San Esteban en Castellanos de Moriscos (Salamanca, España) es una obra del siglo XVI; consta de una sola nave, que se estrecha en la Capilla Mayor, con sacristía adosada de época posterior y torre a los pies. 

## Descripción
La nave se divide en tres tramos mediante arcos de medio punto transversales, apoyados en pilastras, que al exterior se traducen en potentes contrafuertes. Se cubre con sencilla estructura de madera a dos aguas, mientras que la Capilla Mayor cuenta con bóveda de nervios. 
A los pies, una pequeña tribuna sirve de coro, junto al que se sitúa la torre. 
Al exterior destaca la portada, de claros rasgos hontañonianos. 
Encuadrada por dos potentes contrafuertes perforados por pasos y cubierta por tejaroz, la portada se desarrolla en dos cuerpos, el inferior con vano de ingreso enmarcado por pilastras cajeadas sobre alto pedestal y medallones en las enjutas, y el superior, siguiendo el mismo esquema compositivo, con hornacina avenerada, flanqueada por pilastras, los típicos aletones con figuras que sirven de nexo de unión de los dos cuerpos, todo ello rematado con frontón triangular.